# Canon PowerShot G16
G15 -
Le Canon PowerShot G16 est un appareil photographique compact numérique annoncé par Canon le 22 août 2013. Il est le premier appareil de la gamme PowerShot G à être équipé du Wi-Fi. Il s'agit du dernier modèle de la série G équipé d'un petit capteur et d'un viseur optique.

## Nouvelle série G
Les G7X, G3X et G5X sont les appareils compacts de la nouvelle série G annoncée par Canon ; tous sont équipés d'un capteur 1" pour de meilleures performances.